# Svartomgång
Svartomgång är den främre delen av en  tross eller annat underhållsförband, och är ofta grupperad några kilometer ifrån frontlinjen, beredd att användas för att underhålla de stridande förbanden. I en svartomgång brukar det oftast finnas ledningsresurser, TOLO, reparations- och bärgningsresurser, sjukvård, samt packgrupper.